# Holmia, Kungsholmen

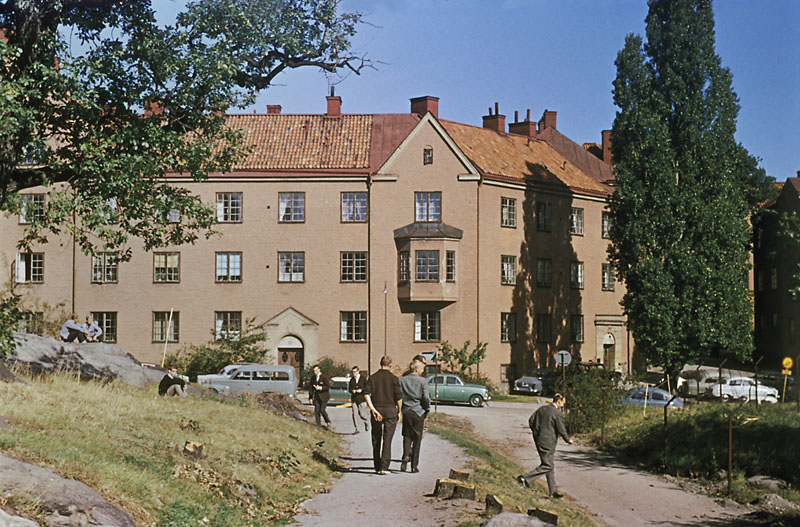
Holmia vid Geijersvägen, 1964

Holmia var det inofficiella namnet på ett bostadsområde i kvarteret Ängsknarren i stadsdelen Kristineberg på Kungsholmen i centrala Stockholm. Bostäderna, som var tänkta för de mindre bemedlade klasserna, restes av Bostadsaktiebolaget Holmia i etapper 1897-1918. Husen ritades av arkitekten Rudolf Arborelius. Byggnaderna revs på 1960- och 70-talen, och idag reser sig moderna lamellhus på platsen. Kvarteren söder om Kristinebergsvägen benämns ibland Nya Holmia. Här uppförde HSB tidiga bostadsrätter under 1920-talet.

## Bostadsaktiebolaget Holmia

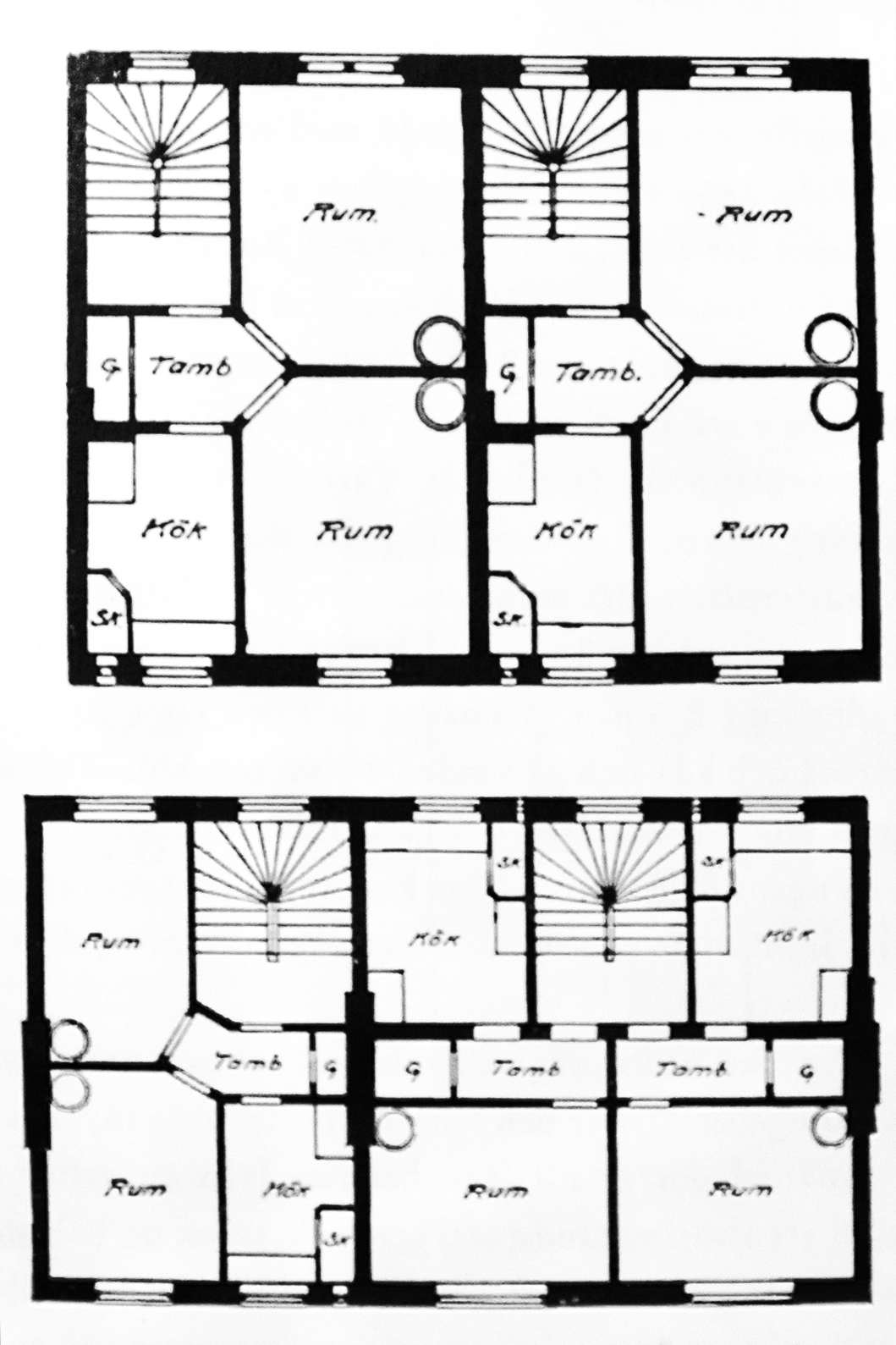
Övre bild:Lägenhetsplan från 1897 för de första radhusen
Nedre bild:Lägenhetsplan från 1899 för de fyra ytterhusen. Samtliga vid Östra Privatgatan

I slutet av 1890-talet rådde stor bostadsbrist i Stockholm. Samtidigt växte uppfattningen om att bostadsfrågans ordnande för arbetarklassen var en angelägenhet för samhället i stort. En rad halvt ideella bolagsaktiebolag bildades med syftet "att bereda lämpliga och sunda bostad för arbetare i Stockholm".
I april 1896 hölls det konstituerande mötet för Bostadsaktiebolaget Holmia på överståthållarens baron Claës Gustaf Adolf Tamm initiativ. Utdelning till aktieägarna begränsades till högst 4 procent. På våren förvärvades tomterna kvarteret Ängsknarren på yttre Kungsholmen av Stora Bryggeriet. Ett par månader senare köpte bolaget ett flertal tomter i kvarteret Masken på Södermalm som snart började bebyggas.

## Bostäderna i kvarteret Ängsknarren

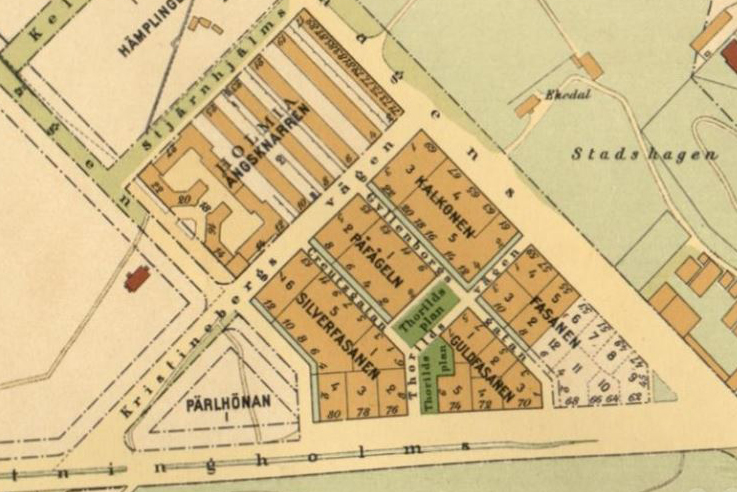
Kvarteret Ängsknarren 1930

Arkitekten Rudolf Arborelius anlitades för att rita Holmias hus i kvarteret Ängsknarren. Området ses som relativt centralt nu, men då upplevdes det av många som ganska lantligt. Under en tioårsperiod 1897-1907 restes de första fem lamellhusen i kvarteret. Fasaderna försågs med dekorativa mönster genom växlingar mellan putsat och oputsat tegel samt grå spritputs och gulbeige slätputs. Arborelius ritade även det sjätte huskomplexet som uppfördes de sista åren av första världskriget. Här putsades fasaderna enhetligt med röd slätputs. 
De två tidigaste byggnadsräckorna uppfördes på ömse sidor om Östra Privatgatan Varje räcka bestod av tio små radhus och avslutades åt båda håll med en större byggnad. De låga radhusen rymde två rum och kök i bottenvåningen och ett rum och kök under vindskupan. Varje lägenhet hade tambur, garderob och skafferi. Ytterhusen var uppförda i två våningar och delade vertikalt i två partier. Inredningsdetaljerna var noga reglerade: För hyresgäster i ytterhusen föreskrevs att rummen skulle tapetseras med tapeter à 25 öre rullen, köken oljemålas, väggar och tak i trappor och förstugor skulle strykas med limfärg. Skafferi och kök skulle av hyresgästen inredas med hyllor och i garderoberna skulle klädhängare anbringas. Köken skulle vidare förses med spiklist och vedlår. Vid fönstren skulle ett köksbord anbringas och till vattenledningen skulle ett zinkklätt tvättställ med emaljtratt anslutas.
En tredje och fjärde räcka i tre våningar uppfördes på var sida om Mellersta Privatgatan. Lägenhetstyperna var samma som i de tidigare räckorna vilket skapade radhus av engelsk typ.
Den femte huslängan sträckte sig utmed Lindhagensgatan. En fyravåningsbyggnad, med vad som troligtvis var en samlingssal, flankerades av hus i tre våningar.
I källarvåningarna fanns mat- och vedkällare, tvättstugor och avträden samt enstaka badrum. På ett par ställen fanns ingångar till småaffärer. De långsmala gårdarna var på grund av den sluttande terrängen ordnade i terrasser. Här fanns ansatser till plantering och matt- och klädstänger för tvätt. 
1917-18 uppfördes det sista väldiga komplexet om 19 sammanbyggda hus längst söder ut i kvarteret mot Geijersvägen. Lägenheterna var av typerna två rum och kök, ett rum och kök samt ett rum och pentry. Alla utrustades med tambur, WC, garderob och skafferi.

### Historiska bilder

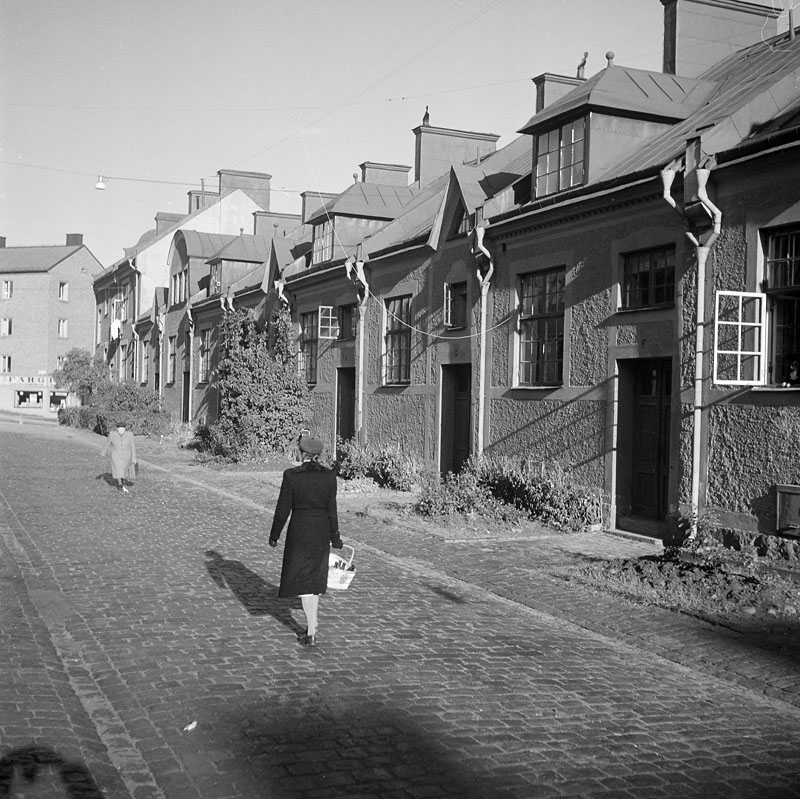
De äldsta husraderna
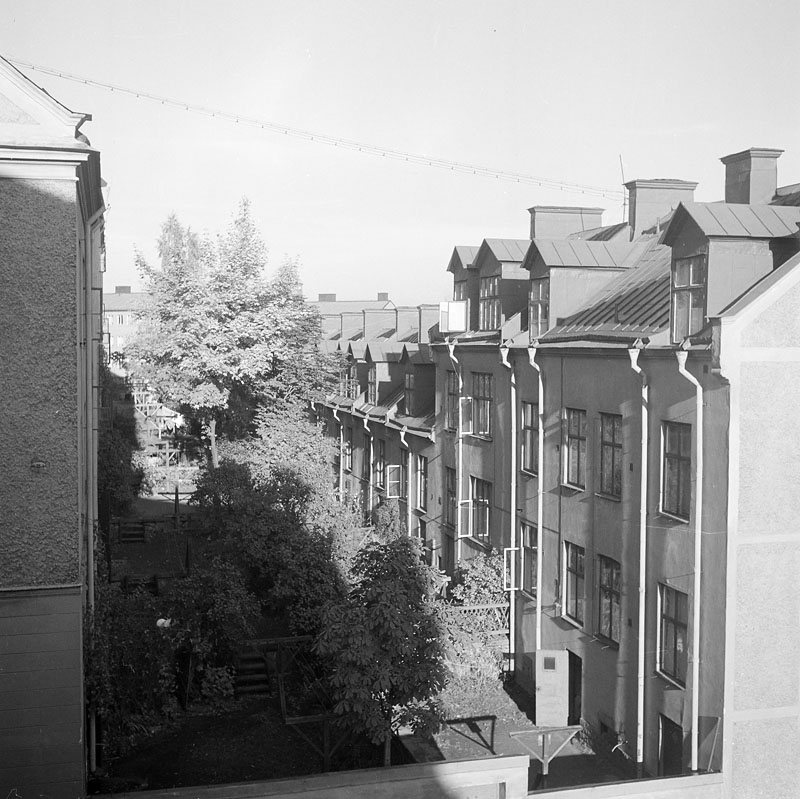
De engelska radhusen
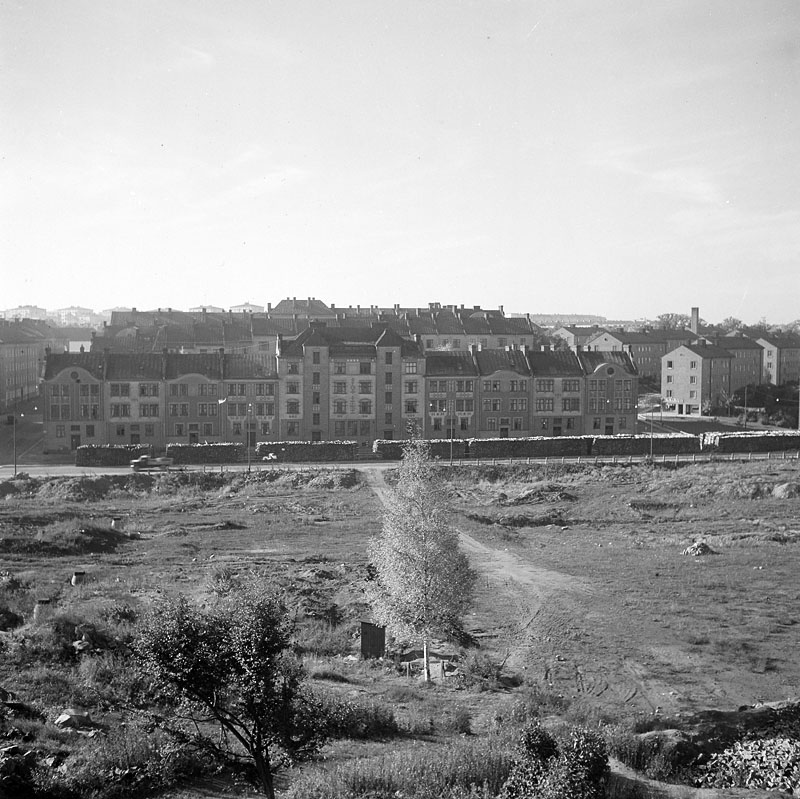
Den femte huslängan utmed Lindhagensgatan
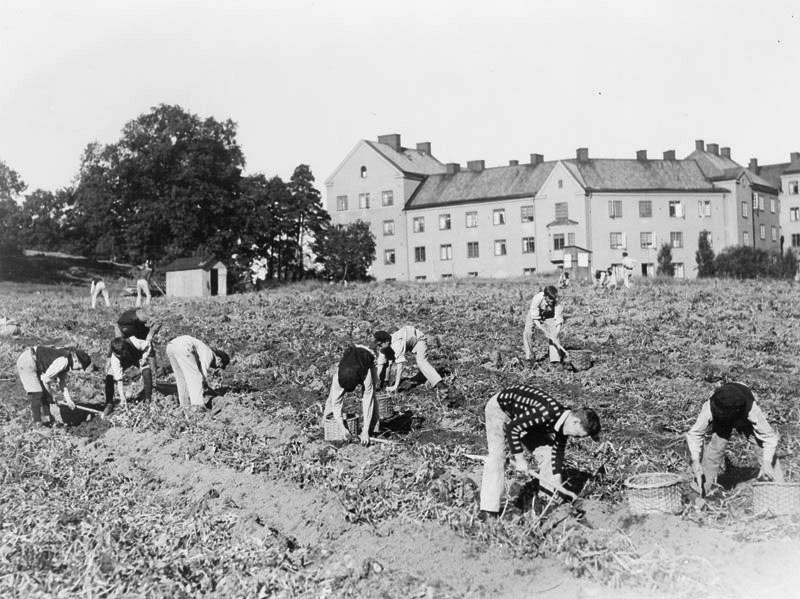
Potatisupptagning i Kristinebergs-parken. I fonden Geijersvägen.

## Nya Holmia

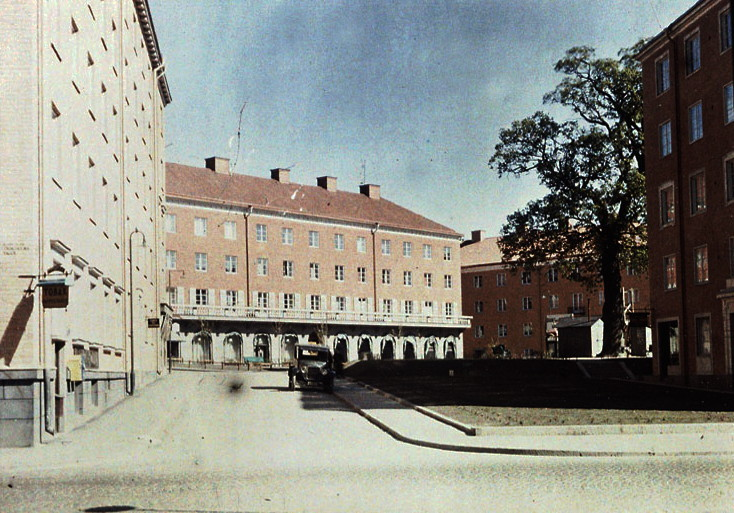
Bostadsrätter vid Thorildsplan.
Tidigt färgfotografi tagit 1929 av Gustaf W:son Cronquist.

På 1920-talet uppförde HSB bostäder i kvarteren på motsatt sida Kristinebergsvägen. Husen, som ritats av Sven Wallander, skulle även de ge arbetarklassen god standard och lägenheterna utrustades med eget badrum. Området kallas ibland "Nya Holmia" trots att Bostads AB Holmia inte var intressent. Brf Kalkonen som bildades den 13 mars 1926 är en av HSB:s äldsta och största föreningar. Den inhyser idag över 600 hushåll.

## Området idag
Bostäderna i kvarteret Ängsknarren förföll under 1950- och 60-talen och blev slutligen, i likhet med bolagets hus i kvarteret Masken, offer för grävskoporna med början 1965. Det nyare komplexet revs under 1970-talet. 1978 reste Riksbyggen sex nya lamellhus i kvarteret ritade av Kaj Sucksdorff, och idag är alla spår av det gamla Holmia utplånade. 2013 namngavs ett parkområde nere vid Drottningholmsvägen till Holmiaparken efter förslag från serietecknaren och stockholmskännaren Kerold Klang..